# Kurtaż
Kurtaż – (fr. courtage) – wynagrodzenie, czyli prowizja, którą pobierają maklerzy i agenci giełdowi od zawieranych na giełdzie transakcji.